# 툴레 협회

툴레 협회(독일어: Thule-Gesellschaft 툴레 게젤샤프트[*])는 독일 뮌헨에서 조직된 신비주의 및 민족주의 정치 단체로 정식 명칭은 고대 게르만족에 관한 연구 모임(Studiengruppe für germanisches Altertum)이다. "툴레"는 그리스 신화에 등장하는 극북의 땅(휘페르보레아)을 가리키는 용어이다. 이 단체는 나치당의 전신인 독일 노동자당과 깊은 연관이 있다.

## 개요
1918년 8월 18일 루돌프 폰 제보텐도르프 남작(Rudolf von Sebottendorf)에 의해 게르만 기사단의 뮌헨 지부로 설립되었다. 아리아인 민족주의와 신비주의 사상을 바탕으로 한 비밀결사로서 만자문(하켄크로이츠)과 칼을 단체의 상징으로 삼았다. 인종주의와 반유대주의를 적극 주장하였으며 뮌헨에 250명, 바이에른 주에 1,500명에 달하는 회원을 보유하고 있었다. 이 단체의 회원들은 뮌헨에 있는 고급 호텔인 호텔 피어 야레스차이텐(Hotel Vier Jahreszeiten, 독일어로 "사계(四季)"라는 뜻)에서 모임을 가졌다.
1918년 뮌헨에서 발행하던 주간지 《뮌헤너 베오바흐터》(Münchener Beobachter, "뮌헨 관찰자"라는 뜻)을 사들였다. 이 신문은 나중에 제호를 《푈키셔 베오바흐터》(Völkischer Beobachter, "민족 관찰자"라는 뜻)로 변경했고 나치당의 기관지 역할을 하게 된다. 아돌프 히틀러는 이 단체의 회원으로 활동하지 않았지만 루돌프 헤스, 알프레트 로젠베르크, 한스 프랑크, 율리우스 레만, 고트프리트 페더, 디트리히 에카르트, 카를 하러 등이 이 단체의 회원으로 활동했다. 나치당의 전신인 독일 노동자당과 독일 사회당을 설립한 안톤 드렉슬러와 카를 하러, 뮌헨 대학교 강사 겸 지리학자, 지정학자 카를 하우스호퍼도 이 단체의 회원으로 활동했다.

## 같이 보기
- 아넨에르베
- 귀도 폰 리스트
- 나치즘과 오컬트
- 게르만 신이교